# Staande start

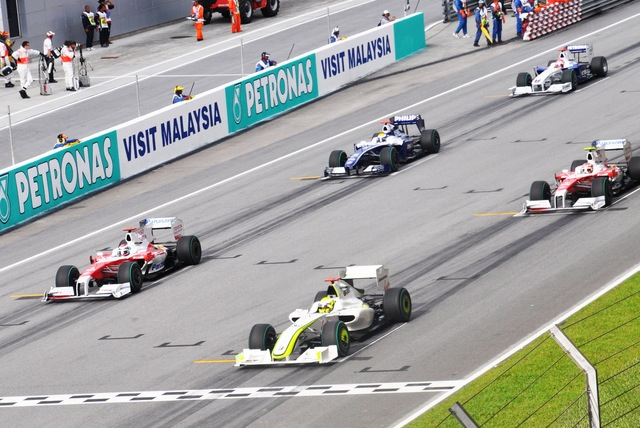
Staande start (Formule 1, Maleisië, 2009)

Een staande start is een manier van het beginnen van de wedstrijd bij autoraces en motorraces. Na de opwarmronde rijden alle coureurs naar de toegewezen startplek op de "starting grid". De coureur die zich als snelste heeft gekwalificeerd mag van poleposition starten. Als alle auto's/motoren op hun plaats staan wordt door middel van het zwaaien van een vlag of door middel van een lichtsignaal de race gestart.
Bij een staande start is het verplicht om stil te staan totdat de race begint, anders is er sprake van een valse start (te vroeg gestart) en volgt er een straf tijdens de race.